# Dédestapolcsány
Dédestapolcsány este un sat în districtul Kazincbarcika, județul Borsod-Abaúj-Zemplén, Ungaria, având o populație de 1.612 locuitori (2011). 

## Demografie
Componența etnică a satului Dédestapolcsány
     Maghiari (97,46%)
     Romi (1,6%)
     Necunoscut (0,73%)
     Germani (0,22%)
     Alții (0,73%)
Componența confesională a satului Dédestapolcsány
     Reformați (44,79%)
     Romano-catolici (23,01%)
     Fără religie (5,58%)
     Necunoscută (25,74%)
     Greco-catolici (0,87%)
     Alte religii (1,18%)
Conform recensământului din 2011, satul Dédestapolcsány avea 1.612 locuitori. Din punct de vedere etnic, majoritatea locuitorilor (97,46%) erau maghiari, cu o minoritate de romi (1,6%). Apartenența etnică nu este cunoscută în cazul a 0,73% din locuitori. Nu există o religie majoritară, locuitorii fiind reformați (44,79%), romano-catolici (23,01%) și persoane fără religie (5,58%). Pentru 25,74% din locuitori nu este cunoscută apartenența confesională.